# White Watson
White Watson (1760 – 1835) è stato un geologo e scultore inglese che diede un significativo contributo alla geologia; fu anche membro influente della Lunar Society.
In comune con molti dotti del suo tempo, egli era abile in diversi ambiti artistici e scientifici, tanto da essere scrittore, poeta, giornalista, insegnante, botanico e giardiniere, nonché geologo e mineralogista, intagliatore e scalpellino, marmista e rivenditore minerali. Teneva ampi diari e schizzi delle sue osservazioni sulla geologia, fossili e minerali, flora e fauna, e pubblicò un numero piccolo ma significativo quanto influente di carte geologiche e cataloghi. Come artista era ben noto a livello locale per le sue silhouette, sia su carta che come intarsi marmorei.

## Biografia
Nacque presso Whitely Wood Hall, presso Bingham Park and Whiteley Woods, vicino a Sheffield, il 10 aprile 1760. Sua madre si chiamava Marta White (da cui il suo insolito nome). Il bisnonno Samuel Watson ed il nonno, anch'esso Samuel Watson, era stato scultori e scalpellini impegnati sulla ri-costruzione di Chatsworth House tra il 1687 e 1706 e continuando la tradizione di famiglia negli anni successivi anche White Watson avrebbe poi lavorato nella tenuta di Chatsworth.
Mentre ancora un bambino Watson si interessò di minerali e fossili, e cominciò la sua collezione, mentre era impiegato alla vendita presso il negozio dello zio, Henry Watson, marmista a Bakewell e Ashford-in-the-Water dagli inizi degli anni Cinquanta , nonché costruttore e proprietario della segheria ad acqua a Ashford-in-the-Water. Henry Watson era in gran parte responsabile della nascita del commercio della locale fluorite Blue John e del marmo nero di Ashford, e fornì la pavimentazione in magnifico marmo bianco e nero per la Great Hall di Chatsworth House nel 1779. Lasciata la scuola Sheffield all'età di 14 anni, White Watson andò a vivere con suo zio, e fu apprendista presso di lui dal 31 maggio 1774. Secondo il suo catalogo, attualmente conservato nella Biblioteca di Sheffield, iniziò ufficialmente la sua raccolta di fossili e marmi nello stesso anno. Dal 1782 iniziò a promuovere la sua attività di scultore e incisore, aiutando lo zio a gestire l'attività.
Forse ispirato dagli schizzi sulle sezioni stratigrafiche della zona di Matlock in Derbyshire eseguite nel 1782 dal geologo John Whitehurst, nel 1785 Watson gli presentò un diagramma esplicativo della montagna del Derbyshire realizzato con campioni delle rocce stesse. Questo metodo innovativo di visualizzare non solo dimostrava una comprensione precoce della nuova scienza degli strati geologici, ma anche costituiva il primo tentativo di documentare la struttura stratigrafica del Derbyshire nel suo complesso, piuttosto che la struttura di località specifiche come Whitehurst aveva fatto. Nel corso della sua vita, Watson avrebbe prodotto circa 100 tavole simili, accompagnate da prospetti esplicativi, e le sue carte contengono schizzi per molte altre. Purtroppo la maggior parte di queste tavolette sono oggi irreperibili, e solo circa quindici sono sopravvissute.
Watson collaborò con William Martin (1767-1810) su un catalogo illustrato dei fossili calcarei del carbonifero in Derbyshire. Watson era stato cercato, senza successo di raccogliere fondi per tale pubblicazione dal 1790, e prodotto 'Prospetto di un Catalogo e descrizione Derbyshire fossili' una pagina che illustra la proposta (ora a Sheffield Central Library) che l'anno (un prospetto secondo sul tema, in collaborazione con Martin, risale al 1792). Tuttavia, dopo aver iniziato a lavorare insieme al progetto ed essere riusciti a raccogliere i fondi necessari per la pubblicazione, Martin cominciò a vendere in proprio dal 1793, utilizzando anche i contributi di Watson le sue tavole senza però accreditarlo. Alla fine il sodalizio si sciolse e Martin ripubblicò la serie a proprio nome come Volume I di Petrificata Derbiensia nel 1809 senza dare alcun credito a Watson.
Watson fu eletto membro della Linnean Society. nel 1795 e ne rimase membro fino alla sua morte. Era inoltre membro della Derby Philosophical Society dal 1800, nominato dal Georgiana, duchessa di Devonshire, e membro della British Mineralogical Society.
Nel 1798 ristrutturò una grotta nel parco a Chatsworth House con cristalli e fossili ad un costo di centodieci sterline. In seguito continuò a lavorare per la tenuta di Chatsworth: prima ebbe un contratto per cinque settimane tra aprile e giugno 1799 per catalogare e organizzare la notevole raccolta minerale iniziata da Georgiana, Duchessa del Devonshire, poi fu in parte ospitato a Chiswick dove sistemò la raccolta di minerali di Lady Henrietta Spencer (sorella di Georgiana) a Cavendish Square.

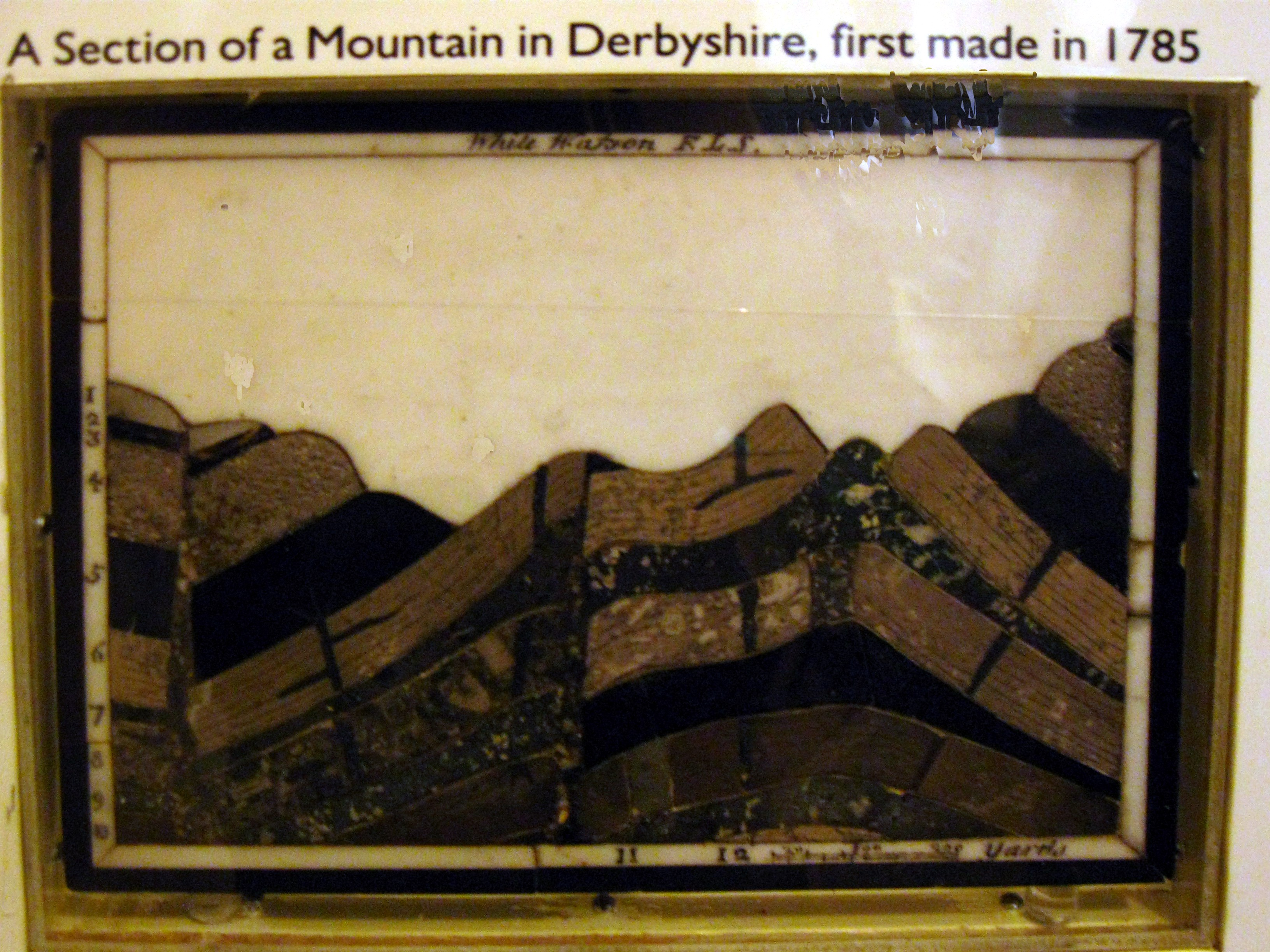
Sezione geologica del Derbyshire fatta con il marmo nero di Ashford da White Watson. Oggi al Derby Museum.

A Watson fu poi commissionato nel 1804 di arricchire la collezione di Lady Georgiana, aggiungendo un numero considerevole di pezzi, perfezionando così la sua comprensione dei diversi tipi di rocce e minerali e le loro relazioni. A questo punto Watson era una sorta di celebrità nei circoli di storia naturale, e spesso riceveva visitatori della sua collezione a The Bath House a Bakewell, dove inoltre viveva ed era sovrintendente per le locali terme. In questi anni tra i suoi ospiti di rilievo, corrispondenti o acquirenti di campioni ci furono Lord Denman, Sir Joseph Banks, William Buckland, Erasmus Darwin e James Sowerby, così come il noto mineralogista francese Alexandre Brongniart.
Nel 1808 sposò Ann Watson Thorpe, che era un parente di Sir Isaac Newton. In precedenza lo stesso anno aveva prodotto una tavoletta che mostra una dettagliata sezione trasversale della stratigrafia del Derbyshire lungo una linea da che va da Buxton a Bolsover, e che presentò al duca di Devonshire il 20 febbraio 1808. Dal 1810 Watson fece un certo numero di copie di questa sezione, in gran parte su una scala da 1/2 pollice per miglio o da un pollice per un miglio, e sulla base di questi pubblicò un importante lavoro sulla geologia del Derbyshire The Delineation of the Strata of Derbyshire nel 1811. Da allora gli schizzi e le note mostrano chiaramente che Watson era a conoscenza e in accordo con le teorie di Abraham Werner sulla geologia e la classificazione delle rocce, tant'è che già la Delineation include alcune discussioni sulle teorie di Werner. Tra le carte personali di Watson del 1800 esiste A catalogue of a systematic collection of fossils arranged according to Mr Werner's system.
Nel 1825, anno della morte di Ann, il biglietto da visita di Watson affermava che “esegue monumenti, tombe ecc, dà lezioni di geologia e mineralogia e fornisce collezioni, offre informazioni per antiquari e divertimento ai botanici”.
Più tardi nella sua vita Watson progettò miglioramenti per le terme di Bakewell, la sua residenza, per il duca di Rutland, che voleva rendere Bakewell una città termale alla moda. Anche se questo progetto alla fine fallì, Watson fu responsabile per i giardini delle terme che furono impiantati nella città come parte del progetto, e in gran parte sopravvivono ancora oggi.
Nonostante tutte le sue opere, Watson visse sempre tra i debiti, e morì ancora lottando per pagare i suoi conti vendendo gran parte della sua collezione di fossili. Watson morì a Bakewell l'8 agosto 1835, e fu sepolto nel cimitero di Bakewell.

## Pubblicazioni
Segue la lista delle principali pubblicazioni di Watson
- Observations on Bakewell, post-1798
- A Catalogue of a Collection of Limestones, 1803
- A Catalogue of a Collection of Limestones, 1805
- A Catalogue of a Collection of Limestones, 1805
- A Catalogue of a Collection of Fossils, 1805
- A Delineation of the Strata of Derbyshire, 1811. Republished, 1973. ISBN 0903485060
- A Collection of Poems, 1812 (intended to accompany the 'Delineation' above)
- A Section of the Strata forming the Surface in the Vicinity of Matlock Bath in Derbyshire, 1813
- On Entrochal Marble, one-page pamphlet, 1826
- A Theory on the Formation of Mineral Veins, one-page pamphlet, 1827
- A Description of Slickensides, one-page pamphlet, 1829
- Observations on Prismatic Gritstone, one-page pamphlet, 1833